# Яковлев, Всеволод Иванович
Всеволод Иванович Яковлев (род. 21 января 1884, Санкт-Петербург — 10 июня 1950, Ленинград) — русский и советский архитектор, искусствовед, музейный работник, художник.

## Биография
Родился в 1884 г. в Санкт-Петербурге в семье малярного мастера. В 1901 г. окончил рисовальную школу при Обществе поощрения художеств. В 1904 г. поступил на архитектурное отделение Высшего художественного училища при Императорской Академии Художеств. В 1912 г. получил звание художника-архитектора за проект «Драматического театра для столичного города на 1200 человек».
С 1914 г. работал архитектором в Петербурге — Петрограде — Ленинграде и Царском Селе — Пушкине. В 1918 г. назначен директором музея дворцов и парков Детского Села (бывш. Царского Села).
В 1931 г., при необъяснённых обстоятельствах, В. И. Яковлев был арестован, но уже через месяц освобожден. С 1931 г. перешел на педагогическую работу в Ленинграде. В 1947 г. присвоена степень доктора архитектуры. Скончался в 1950 г. Похоронен на Волковском кладбище в Санкт-Петербурге.

## Значительные сооружения

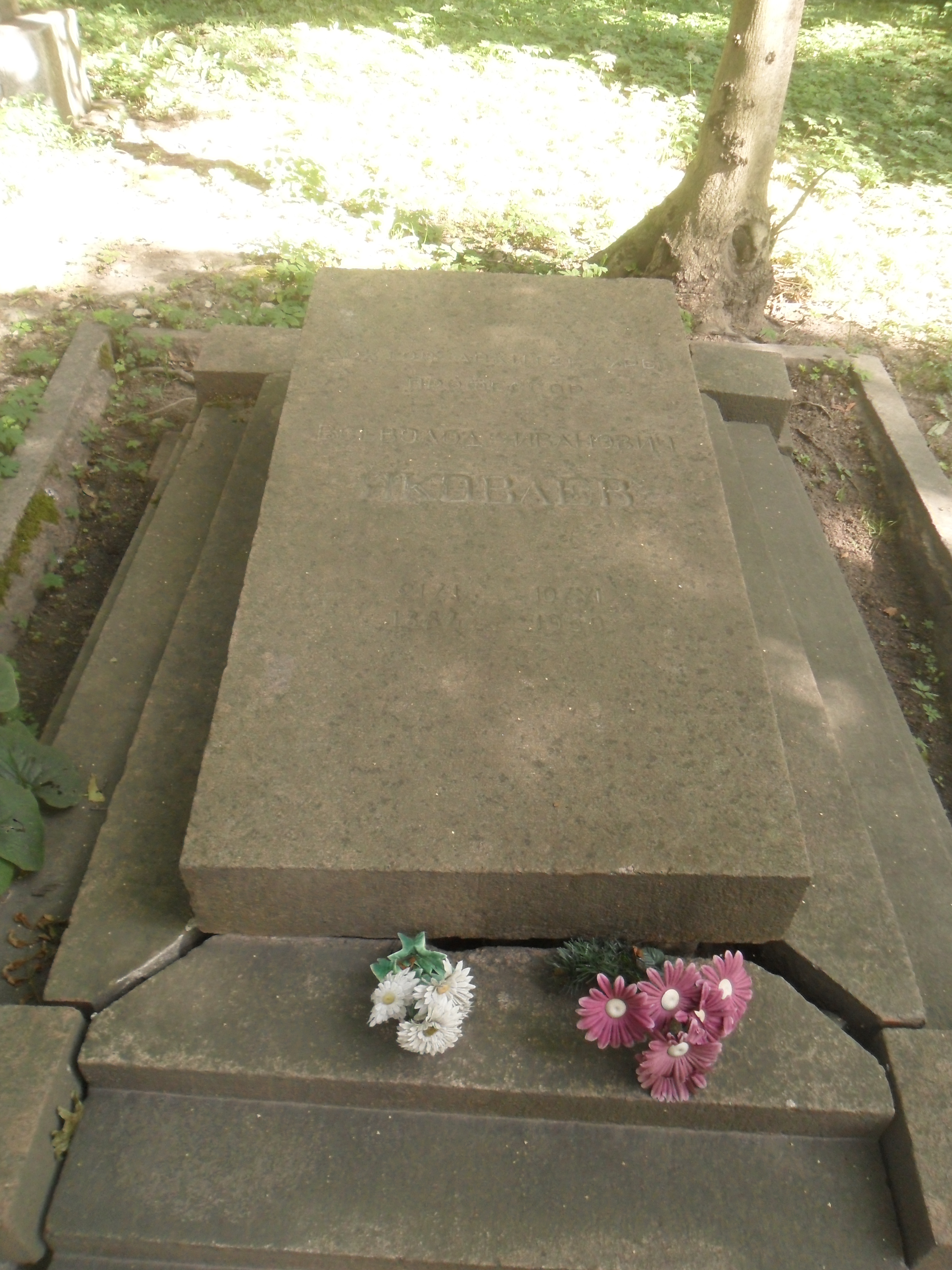
Могила Яковлева на Литераторских мостках в Санкт-Петербурге.

- Доходный дом М. Ф. Федорова в Санкт-Петербурге (ул. 9-я Красноармейская, д.13, 1911 г.)
- Особняк В. П. Кочубея в Царском Селе. Совместно с А. И. Таманяном и Н. Е. Лансере (ул. Радищева, д.4, 1911—1912)
- Офицерское собрание Гусарского полка в Царском Селе (ул. Парковая, д.30, 1913—1914 гг.)
- Казармы Лейб-гвардии 4-го Стрелкового Императорской Фамилии полка в Царском Селе (ул. Дворцовая, д.6, д.8, д.12, 1910—1914 гг.)
- Офицерский флигель при казармах Лейб-гвардии 4-го Стрелкового Императорской Фамилии полка в Царском Селе (ул. Дворцовая, д.10, 1914 г.)
- Службы и Офицерское собрание Лейб-гвардии Сводно-казачьего полка в Павловске (ул. Обороны, д.1, 1914 г.)
- Здание Серафимовского лазарета-убежища для раненых воинов с церковью преподобного Серафима Саровского (северная граница Александровского парка, 1916—1917 гг., не сохр., авторство под вопросом)
- Перестройка Александровского кадетского корпуса в Царском Селе (Кадетский бульвар, д.1, 1910-е гг.)
- Казармы Собственного Его Императорского Величества Пехотного полка в Царском Селе (1910-е гг.)
- Проект сада при доме призрения увечных воинов императрицы Александры Федоровны в Царском Селе (ул. Парковая, д.64, 1910-е гг.)
- Перестройка здания дворцовой оранжереи для Ленинградского химико-технол. института молочной промышленности (г. Пушкин, ул. Садовая, д.14, 1930-е гг.)
- Общежитие Института советской торговли — Санкт-Петербургский торгово-экономический институт (Кирилловская ул., д.10, 1937 г.)
- Пьедестал памятника А. С. Пушкину у Египетских ворот в Пушкине (установлен в 1938 г.)
- Здание бани в Пушкине (Кадетский бульвар, д. 8, 1939 г.)
- Пьедестал памятника Н. Г. Чернышевскому в Санкт-Петербурге (пл. Чернышевского, установлен в 1947 г.)
- Проект площади Чернышевского в Санкт-Петербурге (конец 1940-х гг.)
- Административно-хозяйственный блок, поликлиника и восемь жилых домов Пулковской обсерватории. Совместно с В. И. Тихомировым и Н. Л. Подбереским (Пулковское шоссе, 65, 1947—1953 гг.)
- Проект памятника А. С. Грибоедову в Санкт-Петербурге (Пионерская пл., установлен в 1959 г.)
- Проект памятника К. Д. Ушинскому в Санкт-Петербурге (наб. р. Мойки, 48, установлен в 1961 г.)

## Книги
- Яковлев В. И. Охрана царской резиденции. — Л., 1926.
- Яковлев В. И. Краткий указатель по Екатерининскому дворцу-музею. — Л., 1926
- Яковлев В. И. Александровский дворец-музей. — Л., 1927.
- Яковлев В. И. Александровский дворец-музей. Убранство. — Л., 1928.